# 曲 (姓)
曲（きょく）は、漢姓の一つ。

## 中国の姓
2020年の中華人民共和国の統計では人数順の上位100姓に入っておらず、台湾の2018年の統計でも186番目に多い姓で、2,618人がいる。

### 著名な人物
- 曲端（中国語版）：北宋の人。宣州観察使、汀原路将、渭州知州。
- 曲艾玲（中国語版）：台湾の演芸人員。
- 曲家瑞（中国語版）：台湾の作家、演芸人員。
- 曲三：《射鵰英雄伝》の登場人物。
- 曲格平（中国語版）：全国人大環境与資源保護委員会原主任委員。
- 曲聖卿（中国語版）：中国アメリカンフットボー選手。
- 曲婉婷（中国語版）：歌手。

## 朝鮮の姓
曲（きょく、コク、朝: 곡）は、朝鮮人の姓の一つである。  

### 氏族
龍宮曲氏は唐国から帰化したと言う。淵源は確かではなくて、高麗太祖の時評察であった曲矜会があった。
| 氏族（地域） | 創始者 | 人数（2015年） |
| ------------ | ------ | -------------- |
| 曲阜曲氏     |        | 5              |
| 漢陽曲氏     |        | 8              |

### 人口と割合
| 年度   | 人口  | 世帯数 | 順位         | 割合 |
| ------ | ----- | ------ | ------------ | ---- |
| 1960年 | 74人  |        | 258姓中209位 |      |
| 1985年 | 189人 |        | 274姓中211位 |      |
| 2000年 | 155人 |        |              |      |
| 2015年 | 89人  |        |              |      |